# Maison-Maugis
Maison-Maugis ist eine ehemalige französische Gemeinde mit zuletzt nur noch 52 Einwohnern (Stand: 2013) im Département Orne. Heute ist Maison-Maugis ein Teil der Großgemeinde (Commune nouvelle) Cour-Maugis sur Huisne, erhielt jedoch im Zuge der Eingemeindung nicht den Status einer Commune déléguée.

## Lage
Der Ort Maison-Maugis liegt am Flüsschen Huisne im Regionalen Naturpark Perche ungefähr 55 km (Fahrtstrecke) östlich von Alençon und gut 16 km südöstlich von Mortagne-au-Perche in einer Höhe von ca. 150 m. Das Klima ist in hohem Maße vom Meer beeinflusst und deshalb nahezu frostfrei; Regen (ca. 665 mm/Jahr) fällt verteilt übers ganze Jahr.

## Bevölkerungsentwicklung
| Jahr      | 1800 | 1851 | 1901 | 1954 | 1999 |
| Einwohner | 332  | 283  | 202  | 128  | 55   |

Der kontinuierliche Bevölkerungsrückgang seit der Mitte des 19. Jahrhunderts ist im Wesentlichen auf die Schließung von bäuerlichen Kleinbetrieben sowie auf die Mechanisierung der Landwirtschaft und den damit einhergehenden Verlust von Arbeitsplätzen zurückzuführen.

## Wirtschaft
Der Ort war seit jeher landwirtschaftlich orientiert, wobei die Selbstversorgung der Bewohner lange Zeit im Vordergrund stand. Die großen Waldbestände erlaubten die Herstellung von Holzkohle und die Ansiedlung mehrerer Schmieden. Seit den 1960er Jahren spielt der Tourismus in Form der Vermietung von Ferienhäusern (gîtes) eine wesentliche Rolle für die Einnahmen des Ortes.

## Geschichte

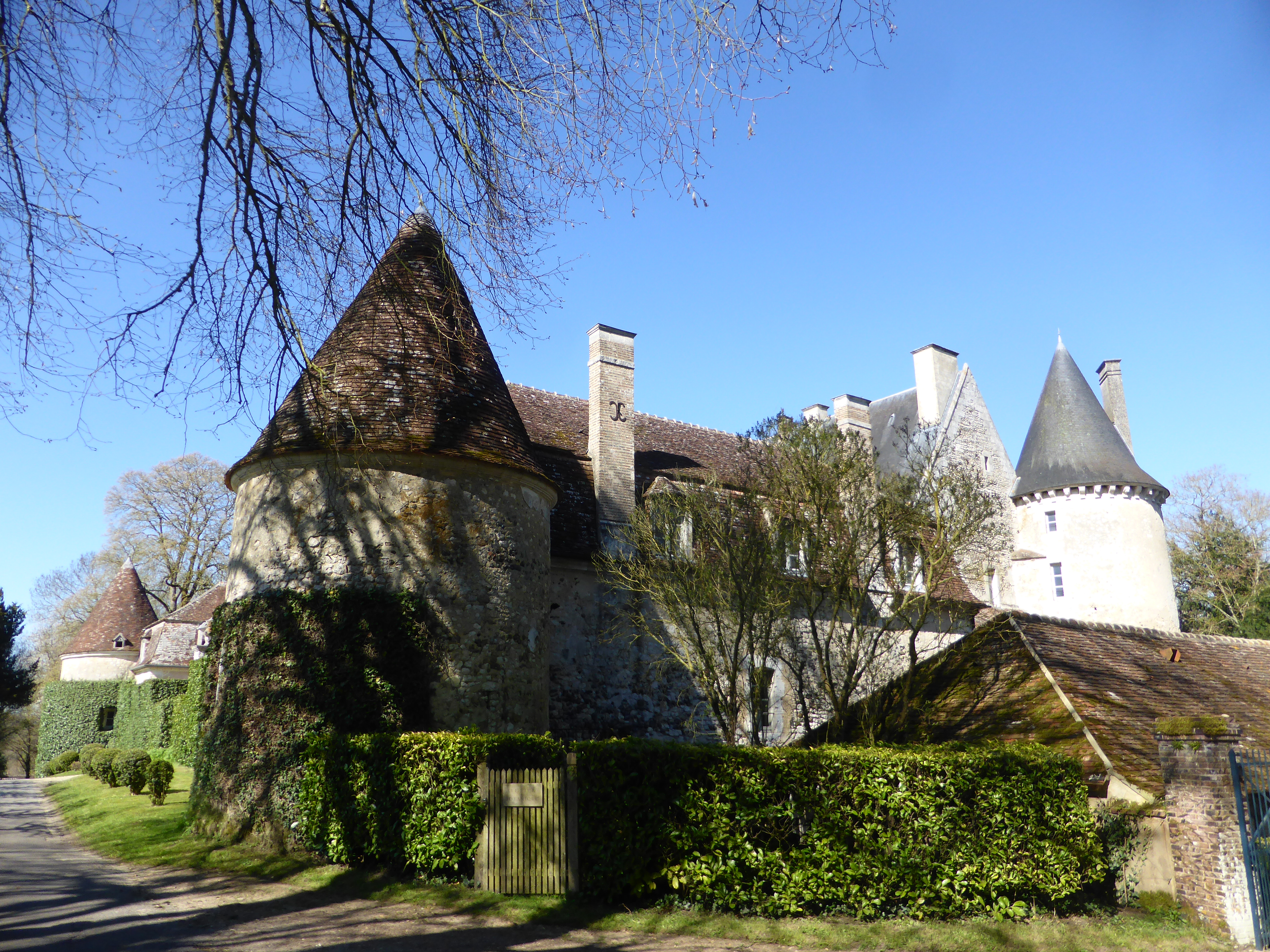
Maison-Maugis – Château

Die Geschichte des Ortes ist eng verknüpft mit der des Nachbarortes Boissy-Maugis. Im Mittelalter gab es ein Priorat der Abtei Saint-Évroult.

## Sehenswürdigkeiten
- Der Ursprung des weitgehend aus dem 17. bis. 19. Jahrhundert stammenden Schlosses (château) liegt im 13. Jahrhundert; einige Kellerräume und Fundamente der ursprünglichen Burg, die eventuell mit dem Priorat identisch war, sind noch erhalten. Das Hauptgebäude (corps de logis) wird flankiert von zwei seitlichen Rundtürmen. Teile des Schlosses sind seit dem Jahr 1972 als Monument historique anerkannt.[4][5]
- Die Pfarrkirche (Église Saint-Nicolas) stammt aus dem 15. Jahrhundert. Ein Glasfenster (vitrail) aus dem 16. Jahrhundert mit Szenen aus dem Leben der hl. Katharina von Alexandria wurde unter Denkmalschutz gestellt[6]; gleiches gilt für das im 17. Jahrhundert gefertigte Altarretabel.[7]